# Rio Bravo (1959.)
Rio Bravo, američki vestern redatelja Howarda Hawksa iz 1959. godine. Slojevit, netipičan vestern, jedan od najutjecajnijih, u vrhu cijenjenosti i omiljenosti kod gledateljstva. B. H. McCampbell je napisao kratku priču koja je prerađena u scenarij. Rio Bravo je navodno konzervativni odgovor na navodno preliberalni Točno u podne i jedan je od nekoliko Hawksovih filmova koji tematiziraju priču o junacima uhvaćenima u okruženju koji se moraju izboriti protiv znatno brojnijeg neprijatelja.
Glavne uloge u filmu tumače holivudske zvijezde, legenda američkog vestern filma John Wayne i popularni glumac, pjevač i zabavljač Dean Martin te tada mlada pjevačka zvijezda Ricky Nelson.

## Sažetak
Šerif John T. Chance (John Wayne) nađe se zbog uredna obnašanja svoje dužnosti u sukobu s moćnim, bogatim i utjecajnim zemljoposjednikom Nathanom Burdetteom (John Russell), koji ne preza od stavljanja sebe iznad zakona. Burdetteov brat Joe Burdett (Claude Akins) ubio je hladokrvno čovjeka u salunu, zbog čega ga je šerif Chamce uhitio i zatvorio u zatvoru u šerifovom uredu. S ograničenim suradnicima i malobrojnim ljudstvom koje čine alkoholičar i bivši šerifov zamjenik Dude (Dean Martin) i stari bogalj Stumpy (Walter Brennan) te pridošlica, mladi revolveraš i kauboj Colorado Ryan (Ricky Nelson), šerif će se pokušati suprotstaviti moćniku.
Istovremeno dok se šerif i njegovi zamjenici utvrđuju u šerifovom uredu, u grad dolazi mlada udovica i kartašica Feathers (Angie Dickinson), koja se zainteresira intimno za šerifa te ostaje u gradskom hotelu kojeg vodi simpatični Meksikanac Carlos Robante (Pedro Gonzalez Gonzalez).

## Glavni likovi
- John Wayne kao John T. Chance – šerif gradića na Divljem zapadu koji provodi zakon i pravdu te se sukobljava s moćnim zemljoposjednikom Nathanom Burdettom, zbog toga što je uhitio njegova brata Joea Burdetta zbog ubojstva te čeka dolazak američkog maršala i njegovo izručenje sudskoj pravdi

- Dean Martin kao Dude – alkoholičar te bivši revolveraš i zamjenik šerifa koji pati zbog izgubljene ljubavi zbog čega se odao alkoholu i izgubio samopoštovanje i poštovanje svojih sugrađana. Kada nastane sukob između šerifa i Nathana Burdetta, Dude odlučuje pomoći svom prijatelju Chanceu te se sređuje i odvikava od zlouporabe alkohola. Time vraća svoje uništeno samopoštovanje i dokazuje da je vrijedan nove prilike.

- Ricky Nelson kao Colorado Ryan – mladi revolveraš u službi veletrgovca Pata Wheelera. Njegova dužnost bila je osiguravati Wheelerov karavan robnih zaliha i dinamita te pružati zaštitu njegovim ljudima. Kada Burdetteovi ljudi izvrše atentat na Wheelera zbog toga što je javno tražio pomagače za šerifa Chancea, Colorado postupno staje na šerifovu stranu te mu postaje zamjenik i pomaže mu u borbi protiv Burdetteovih plaćenika.

- Angie Dickinson kao Feathers – mlada udovica i kartašica koja se zaustavlja u gradu na proputovanju kočijom. Zbog pokojnog supruga koji je bio varalica na kartama, ima i sama problema sa zakonom pa često putuje i izbjegava organe zakona i reda. U gradu se zaljubljuje u šerifa Chancea te odluči ostati, iako je svjesna da je situacija u gradu jako napeta i neizvjesna.

- Walter Brennan kao Stumpy – stari bogalj i zamjenik šerifa koji stoji u šerifovom uredu i iznutra čuva uhićenog Joea Burdetta. Budući da šepa na jednu nogu nije sposoban obavljati vanjske zadatke koji zahtjevaju brzinu, ali je pouzdan u svom poslu. Grinatav je, ali dobronamjeran i u priči služi kao komični odušak

- Ward Bond kao Pat Wheeler – bogati veletrgovac koji na proputovanju dolazi s karavanom punim robe u grad. Kada doznaje da je njegov stari prijatelj šerif u velikim problemima, a ima nedovoljnu pomoć, nagovora ljude u salonu da mu se pridruže, zbog čega ga ubijaju Burdetteovi plaćenici

- John Russell kao Nathan Burdette – moćni i bogati zemljoposjednik, brat uhićenoh Joea Burdetta, koji želi osloboditi svoga brata iz šerifovog pritvora. Iz tog razloga upošljava veći broj naoružanih plaćenika koji stavljaju grad u okruženje i nadziru ga iznutra.

- Pedro Gonzalez Gonzalez kao Carlos Robante – meksički vlasnik gradskog hotela u kojem odsjeda šerif Chance, kao i Feathers

- Estelita Rodriguez kao Consuela Robante – supruga vlasnika hotela

- Claude Akins kao Joe Burdette – hladnokrvni ubojica i brat moćnog zemljoposjednika Nathana Burdetta. Nalazi se u šerifovom pritvoru gdje čeka dolazak američkog maršala koji bi ga trebao sprovesti do prvog većeg grada i suca.

## Vanjske poveznice
- Rio Bravo (1959.) u internetskoj bazi filmova IMDb-a